# Jezierzany (hromada Borszczów)
Jezierzany (ukr. Озеряни) – wieś (dawniej miasto) na Ukrainie w rejonie czortkowskim w obwodzie tarnopolskim (do 2020 rejon borszczowski). Liczą niecałe 2000 mieszkańców.
Za II Rzeczypospolitej miejscowość była siedzibą gminy wiejskiej Jezierzany w powiecie borszczowskim w województwie tarnopolskim. W 1921 roku liczyły 2272 mieszkańców.  
W latach 1941–1943 r. Ukraińska Policja Pomocnicza zamordowała w wiosce 40 miejscowych Żydów. W latach 1944–1945 nacjonaliści ukraińscy z OUN-UPA zamordowali tutaj 72 Polaków, w tym robotników kolejowych oraz pracowników tartaku i majątku ziemskiego (zamienionego na kołchoz) i 13 Ukraińców. Ze względu na napady UPA Polacy chronili się nocami w kościele parafialnym pw. św. Anny, który był murowany. 
W czasie okupacji niemieckiej tutejsi Polacy - rodzina Pruskich (Michał i Anna oraz ich córki Kazimiera, Bronisława i Izabela) oraz Katarzyna Gąsiorowska - ukrywali Żydów, za co po wojnie Instytut Jad Waszem uhonorował ich tytułami Sprawiedliwych wśród Narodów Świata.

## Ludzie urodzeni w Jezierzanach
- Seweryn Dnistrianski[6] – dr, pedagog, pierwszy dyrektor Seminarium Nauczycielskiego w Tarnopolu[7], ojciec dra Stanisława Dnistrianskiego.
- Joe Kubert – rysownik oraz scenarzysta komiksowy, a także nauczyciel pochodzenia. Założyciel The Kubert School w Dover w stanie New Jersey.